# 让夫里
让夫里（法語：Janvry，法語發音：[ʒɑ̃vʁi] ⓘ）是法国法兰西岛大区埃松省的一个市镇，属于帕莱索区。

## 地理
让夫里（48°38'51"N, 2°9'12"E）面积8.24 平方千米，位于法国法蘭西島大區埃松省，该省份为法国北部内陆省份，北起上塞纳省和马恩河谷省，西接厄尔-卢瓦省和伊夫林省，南至卢瓦雷省，东临塞纳-马恩省。
与让夫里接壤的市镇（或旧市镇、城区）包括：戈梅斯勒沙泰勒、丰特奈莱布里、布里苏福尔日、戈梅斯城、马尔库西、圣让德博尔加尔。

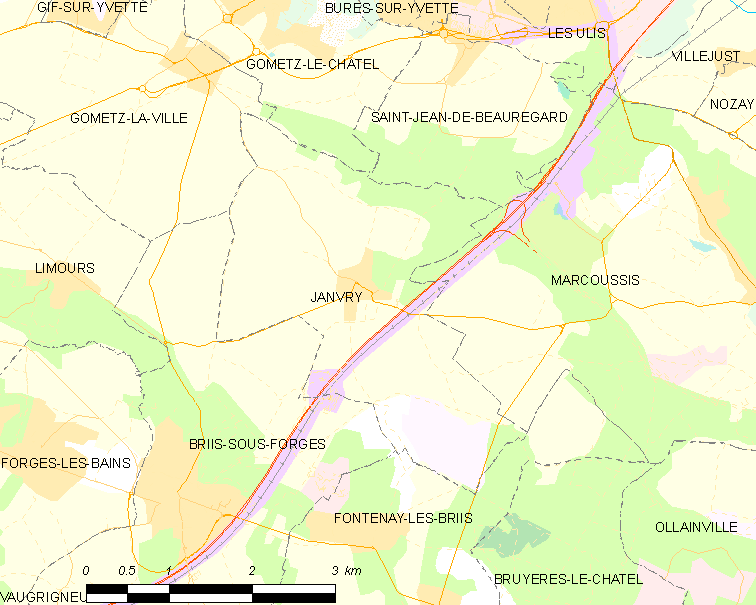
让夫里的OSM定位图

让夫里的时区为UTC+01:00、UTC+02:00（夏令时）。

## 行政
让夫里的邮政编码为91640，INSEE市镇编码为91319。

## 政治
让夫里所属的省级选区为杜尔当县。

## 人口

1962-2008年间让夫里人口变化图示

让夫里于2022年1月1日时的人口数量为649人。